# Place du 11-Novembre (Laval)
Pour les articles homonymes, voir Place du 11-Novembre-1918 et Onze-Novembre.
La place du 11-Novembre ou place du Onze-Novembre (selon les sources) est une voie de la commune française de Laval. 

## Situation et accès
Elle se trouve dans le centre-ville et c'est le centre névralgique de la vie lavalloise, notamment parce que la principale station des transports en commun de l'agglomération (gérés par les TUL) est située à proximité, sur le Cours de la Résistance.
Ouverte à la circulation automobile, elle accueille le square Foch en son centre. Elle est également bordée par la Mayenne et s'ouvre sur le pont Aristide-Briand. Autrefois appelée « place de la mairie », elle est aussi surnommée « place du Jet-d'eau » à cause de la fontaine qui se trouve dans le square.

## Origine du nom
Le nom rappelle l'Armistice du 11 novembre 1918 qui marque la fin des combats de la Première Guerre mondiale.

## Historique

### La Chiffolière

Évolution de la place.

La place actuelle est aménagée au début du XIXe siècle à l'emplacement approximatif de la place de la Chiffolière. Au Moyen Âge, celle place était occupée par un étang qui faisait partie du système défensif de la ville puisqu'il servait de douves aux remparts de Laval, construits au XVe siècle.
La Chiffolière était donc située à l'extérieur de l'enceinte de Laval, et elle ne faisait pas partie de la ville médiévale, qui s'étendait au sud. L'étang était alimenté par le ruisseau du Rateau et il se jetait dans la Mayenne. Il alimentait aussi un moulin. L'étang fut asséché à la fin du XVIIIe siècle, mais l'endroit restait inondable et insalubre, notamment à cause de la pollution du ruisseau du Rateau, qui fut finalement recouvert en 1844. La place de la Chiffolière était entourée par divers édifices, comme l'hôpital Saint-Louis, ouvert en 1662, l'auberge de la Perle, qui datait elle aussi du XVIIe siècle, une poissonnerie et le manoir de la Chiffolière.

### Construction de la «grande traverse»

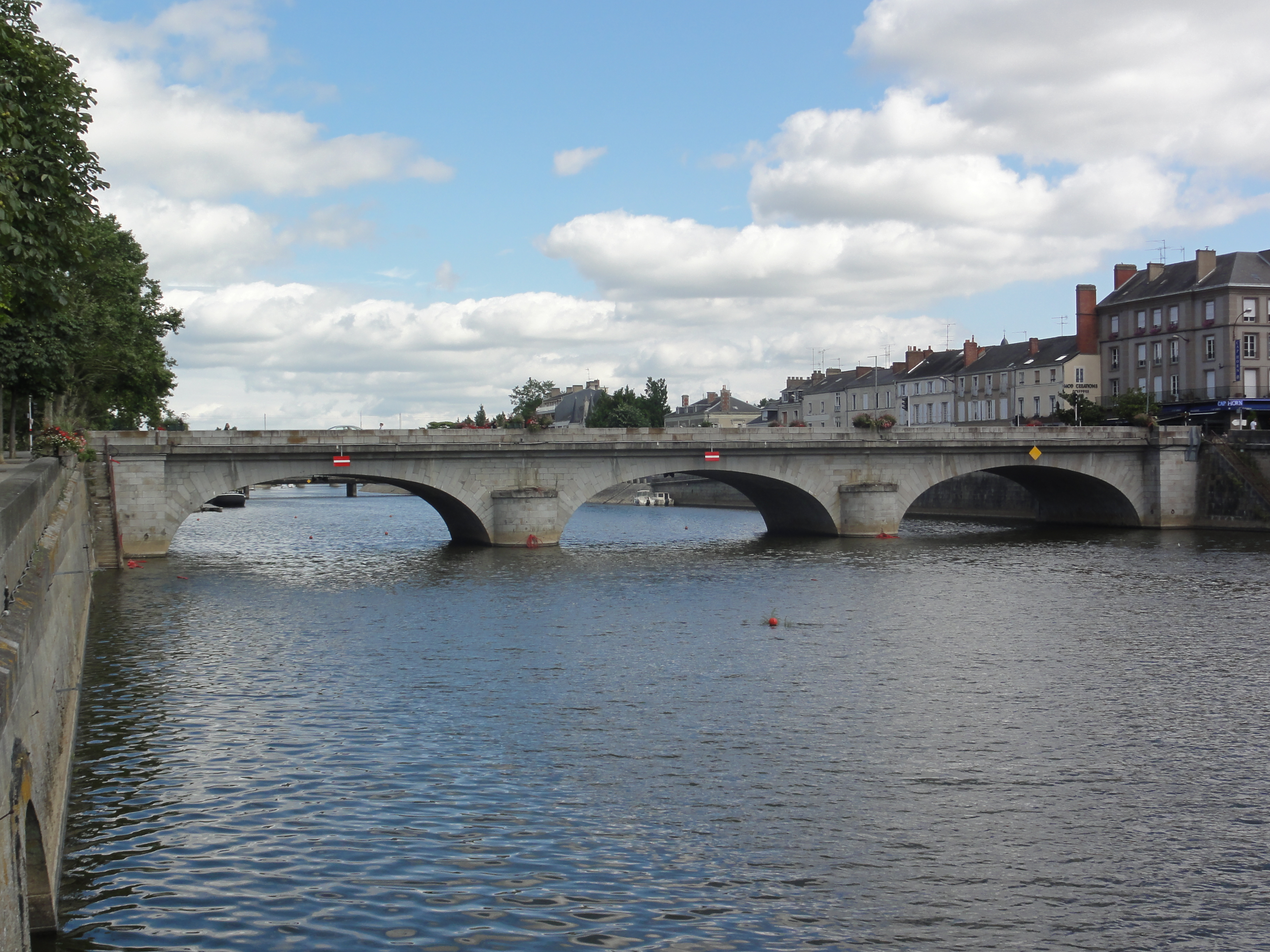
Le pont Aristide-Briand, à l'origine Pont neuf, élément central de la « grande traverse ».

Au XVIIIe siècle, Laval était encore entourée de ses remparts, qui limitaient l'extension de la ville. Il n'y avait qu'un seul pont sur la Mayenne, le Pont Vieux, qui date du Moyen Âge. Les voyageurs qui traversaient la ville devaient donc franchir ce pont étroit, qui s'ouvrait sur les ruelles du vieux Laval. Afin d'améliorer la traversée de la ville, un deuxième pont est projeté en 1758. Ce pont devait être construit au niveau de la Chiffolière, et sa présence nécessitait l'aménagement d'un nouvel axe routier, qui contournerait la vieille-ville par le nord. Cet axe est baptisé « grande traverse ».
La construction du nouveau pont devait aussi entraîner la canalisation de la Mayenne au niveau de la Chiffolière. À cet endroit, la rivière formait en effet une courbe (son lit d'alors correspond à l'actuel cours de la Résistance). Des blanchisseurs, qui possédaient les terrains concernés, s'opposent au projet, et il fut ajourné, avant d'être repris en 1804.
Le Pont Neuf est finalement construit de 1812 à 1824, et le cours de la Mayenne est dévié, libérant le Cours de la Résistance et la rue du Vieux-Saint-Louis. Le détournement de la rivière permet aussi l’agrandissement de la place de la Chiffolière vers l'est. L'endroit est désormais situé sur un axe très emprunté, à la jonction entre la rue de la Paix et la rue de Joinville (actuellement rue du Général de Gaulle), qui se trouvent alors sur la route qui relie Paris à Brest. En outre, la poissonnerie est détruite dès 1807.

### Création de la place

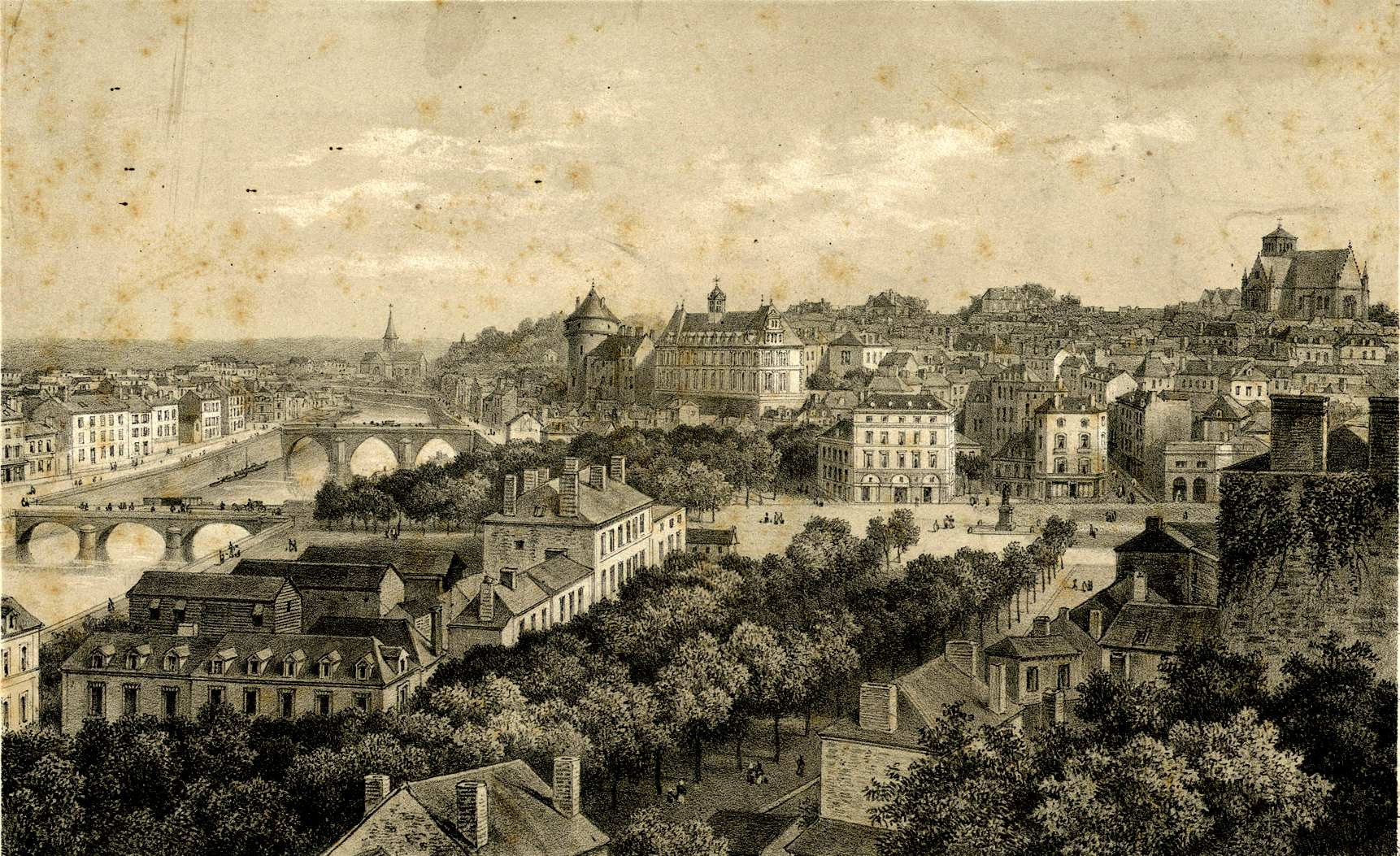
Vue de la place au XIX.

L'aménagement de la place actuelle commence avec l'édification de l'hôtel de ville de 1826 à 1831. Cet édifice s'inscrit dans la volonté de moderniser Laval et de lotir le nouvel axe des rues de Joinville et de la Paix, qui accueille par exemple un théâtre à la même époque. L'hôtel de ville est rejoint l'année suivante par un minage, remplacé par un hôtel des postes en 1878 (actuels services administratifs municipaux). Enfin, en 1847, l'hospice Saint-Louis déménage rue de Nantes, ses locaux sont transformés en poissonnerie en 1850 puis finalement détruits en 1877 pour faire place à de nouvelles halles (celles-ci accueillent aujourd'hui la poste et l'office de tourisme).

### Aménagements duXXesiècle
En 1929, la municipalité décide de construire un rond-point sur la place, mais l'État refuse ce projet qui nuirait aux défilés militaires. Un compromis est donc trouvé et le rond-point est coupé en deux, afin de laisser un passage rectiligne. Il est d'ailleurs surnommé « les fesses à Gonnet », en référence à l'adjoint Charles Gonnet, à l'origine de cette idée. Il est détruit en 1976, lorsque le square est aménagé avec son jet d'eau, surnommé alors "la pissette à Pinçon", d'après le nom du maire qui lança cette modification, André Pinçon.
Actuellement, la place souffre d'une mauvaise réputation à cause de l'obscurité du square et de la circulation automobile intense. Son réaménagement est prévu par le conseil municipal.

## Bâtiments remarquables et lieux de mémoire

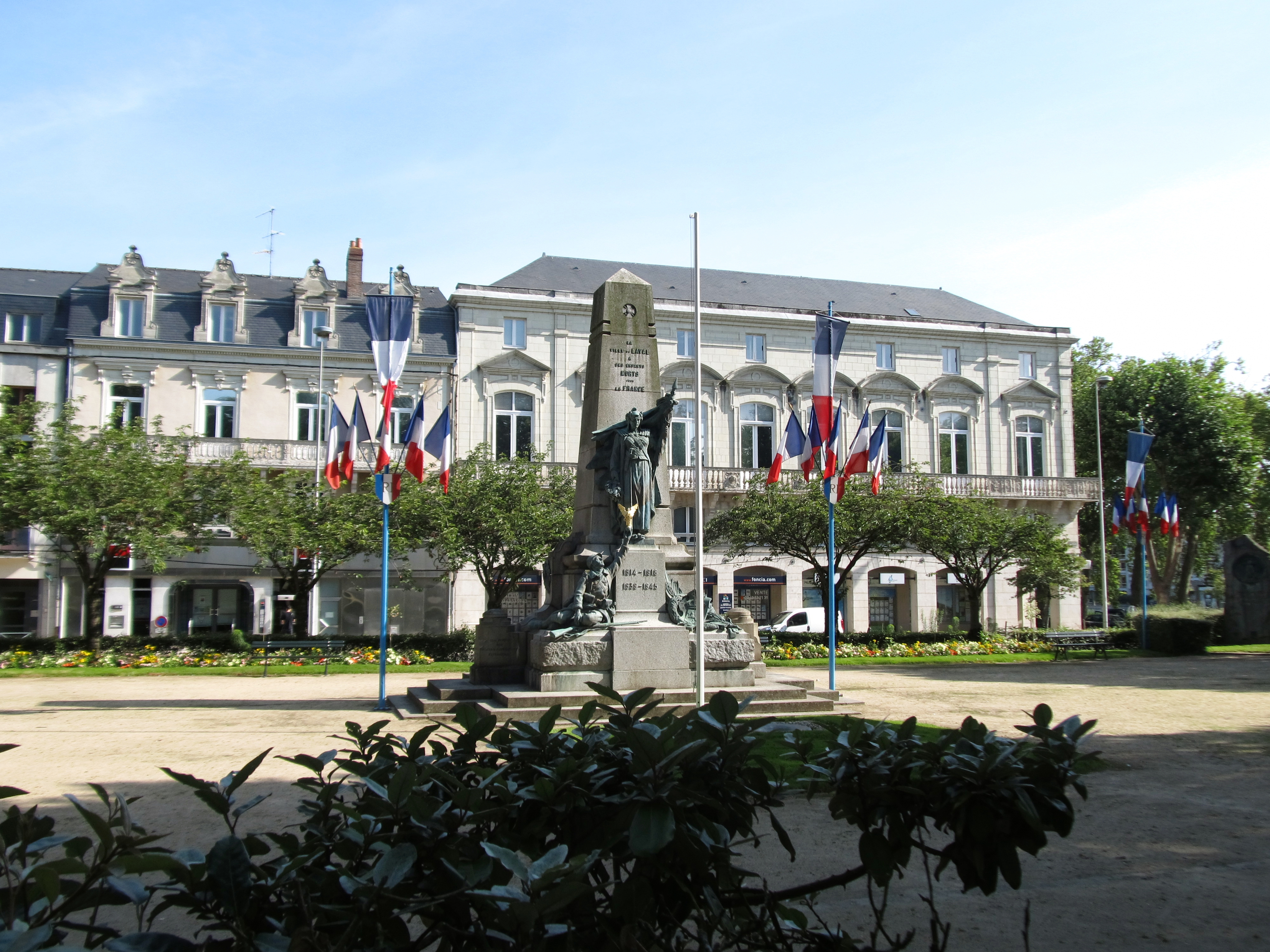
La place et le monument aux morts des deux guerres mondiales.

- L'Hôtel de ville, construit de 1826 à 1831.
- La Poste et l'office de tourisme, installés dans l'ancienne poissonnerie de 1877.
- L'ancien bureau de poste, actuellement établissement administratif communal. Bâtiment à arcades construit en 1878.
- Maison de 1923 au numéro 7. Œuvre de Georges Rousseau, influencée par l'éclectisme du XIXe siècle et l'Art nouveau. La façade porte l'inscription « LAUS DEO, FR. », qui pouvait être lue sur l'auberge de la Perle, un établissement du XVIIe siècle qui se trouvait à cet emplacement[5].
- Statue d'Ambroise Paré, réalisée en 1840 par David d'Angers.
- Monument aux Morts de 1923, œuvre de Hyacinthe Perrin et Albert Bourget. Il représente Marianne recevant la Victoire des mains d'un soldat.
- Monument aux Résistants et aux déportés.
- Buste de Robert Buron.